# Lippe-Alverdissen
Lippe-Alverdissen fu una contea tedesca. 
Creato nel 1613, a seguito della morte di Simone VI di Lippe, il territorio comprese parte dei territori del defunto conte, divisi tra i suoi tre figli e Lippe-Alverdissen in particolare venne affidato al figlio minore, Filippo. Successivamente il Conte Filippo ereditò la contea di Schaumburg-Lippe nel 1643 e Lippe-Alverdissen divenne parte dello Schaumburg-Lippe. A seguito della morte del conte Filippo I 1681, Schaumburg-Lippe venne ereditata da suo figlio maggiore, Federico Cristiano, mentre Lippe-Alverdissen venne ereditata dal suo secondo figlio, Filippo Ernesto che fu il fondatore della linea di Schaumburg-Lippe-Alverdissen. Le linee rimasero separate sin quando la linea di Schaumburg-Lippe-Alverdissen ereditò i territori all'estinzione della casata di Schaumburg-Lippe nel 1777. 

## Conti di Lippe-Alverdissen (1613-1640 e 1681-1777)
- Filippo I (1613-1640)

Unito a Schaumburg-Lippe 1640
- Filippo Ernesto I (1681-1723)
- Federico Ernesto (1723-1749)
- Filippo Ernesto II (1749-1777)

Nel 1777 il Conte Filippo Ernesto II divenne Conte di Schaumburg-Lippe.